# Kagisano
Kagisano – dawna gmina w Republice Południowej Afryki, w Prowincji Północno-Zachodniej, w dystrykcie Dr Ruth Segomotsi Mompati. Siedzibą administracyjną gminy była Ganyesa. 
18 maja 2011 roku Kagisano zostało połączone z sąsiednią gminą Molopo, tworząc nową gminę Kagisano-Molopo.